# Risale-i Nur
Le Risale-i Nur (en turc ottoman : رسالهٔ نور ; Traités de Lumière) est une exégèse du Coran écrite par le penseur Saïd Nursî. Il rassemble une collection de 130 écrits, et comprend 14 volumes pour un total de 6 000 pages. Les différents écrits ont été rédigés entre 1910 et 1950.

## Genèse de l’œuvre
En 1927, Saïd Nursi fut contraint de s’installer dans la ville de Barla, dans la province turque d’Isparta. Il vivait dans une cabane en bois, et se retirait souvent dans la montagne pour méditer. C'est là que vinrent ses réflexions profondes sur le Coran, qu’il dictait de temps à autre à un groupe d’élèves. Ces écrits furent recopiés à la main en arabe, et se répandirent dans toute l’Anatolie.

## Présentation
Saïd Nursi résume les objectifs de Risale-i Nur en deux points :
1. Préserver les hommes et la société des dangers de l’athéisme et du matérialisme. Le livre montre comment parvenir à la béatitude éternelle dans l’au-delà, par une foi sincère et des actions bonnes et vertueuses.
2. Assurer la coexistence pacifique de tous les hommes et la préservation de l’humanité du danger de toutes calamités telles que la guerre, le terrorisme, l’anarchie,… La contribution de Risale-i Nur à la pacification de la société résulte pour une part de l’exposé de la foi musulmane, et pour une autre part d’un enseignement de la piété et de la vertu.

Le principal objet de Risale-i Nur consiste en une analyse des vérités de la foi musulmane. Saïd Nursî utilise des métaphores et des paraboles pour mettre en évidence combien  les vérités de l’islam sont raisonnables, mesurées, bien-fondées et cohérentes.
Saïd Nursî résume le sens de notre monde en deux points :
1. Le Cosmos et la terre sont une école où sont enseignés le nom, les propriétés et les actions de Dieu. Le monde est l’auberge de Dieu, où ses dons sont dispensés gratuitement. Il est un grand livre qui le représente, une exposition de son chef-d’œuvre.
2. Le monde est aussi un champ où doivent être accomplis la vertu, les bonnes œuvres et le service de Dieu, et le tout sera récolté dans l’au-delà.

Risale-i Nur envisage une harmonie entre la foi et la science. La science explique, recherche et décrit l’espace, les étoiles, la terre, les fleurs et tous les êtres. Aussi bien les sciences naturelles que les sciences humaines conduisent les hommes à une magnifique représentation de Dieu par leur interprétation du grand livre de l’univers. Elles expliquent en détail les chefs-d'œuvre du Créateur, comme les plantes et les animaux, les montagnes et les mers, le corps et l’âme de l'homme. Dans cette perspective, toutes les sciences ont leur utilité pour éclairer la compréhension de la création.

## Aperçu de l'œuvre

### Liste des livres deRisale-i Nur
La collection de Risale-i Nur est composé de 14 volumes écrits par maître Bediüzzaman Said Nursi augmenté d'un 15e livre qui est sa biographie écrit par ses disciples les plus proches de lui. Ces 14 volumes sont composés plus ou moins de 130 traités. Voici une liste non exhaustive de ses traités traduits en français :
- Petites paroles/Extrait des paroles ,
- Le Signe Suprême,
- La Vingt-Troisième Parole/Les Deux Voies Pour l'Homme,
- Le Moi et l'Atome,
- Traité de la Fraternité,
- Traité de la Sincérité,
- Traité à l'Usage des Malades,
- Traité de la Nature,
- Traité du Fruit,
- Traité de la Résurrection,
- Traité du Ramadan, de l'Économie et de la Gratitude,
- Remède, Miséricorde et Compassion,
- Traité de l'Interprétation,
- Trente-Trois Fenêtres
- Guide à l'Usage des Jeunes,
- Guide à l'Usage des Femmes,
- Traité des Supplications,
- Traité de Six Noms Divins (Le Nom Suprême),
- Traité des Miracles du Coran,
- Les Miracles du prophète Mahomet,
- Saïd Nursî (sa biographie brièvement).

Actuellement 4 grands livres de la collection sont complètement traduits en français :
- Les Paroles (Sözler)
- Les Écrits (Mektûbât)
- Les Éclairs (Lem‘alar)
- Le Bâton de Moïse (Asâ-yı Mûsâ)

### Citations deRisale-i Nur
Avertissement : les citations ici exposées sont une traduction de l’allemand, lui-même traduit de l’arabe.
- « La science de la religion est la lumière de la conscience. Les sciences naturelles reflètent la lumière de la raison. La vérité se manifeste par la réunion des deux. Quand ces deux lumières sont séparées, cela débouche sur le fanatisme religieux. Et de cela aussi découlent les erreurs et le scepticisme dans la science. »
- « Il n’y a pas de ville sans maire, pas d’aiguille sans propriétaire ; elle ne peut être sans propriétaire. Il n'y a pas de caractères d’alphabet sans leur écrivain, tu le sais. Comment serait-ce donc possible que cette terre si bien ordonnée soit sans souverain maître? D'où peut donc venir toute la richesse de l’art et des biens précieux, comme si un train arrivait chaque heure en provenance de l’invisible? »
- « La foi repose sur l’unité. L’unité repose sur le dévouement. Le dévouement conduit à la confiance et à la patience. Et tout cela apporte le bonheur dans les deux mondes. »
- « Si tu veux haïr, alors hais la haine qui est dans ton cœur, et efforce-toi de la supprimer. Et qui plus est, dirige ta haine contre ton âme obstinée, contre ton âme passionnée, qui est cause en toi des plus grands dommages. Efforce-toi de l’ennoblir. »
- « S’il y a une possibilité de tuer la mort, de sorte que le déclin du monde soit évité, que la faiblesse de l’homme et la pauvreté de son âme soient relevées, que les portes du tombeau soient fermées à jamais, dis-le-moi. J’écouterai. Sinon, tais-toi !…Dans la grande mosquée du cosmos, le Coran explique le cosmos. Qu’on l’écoute! Qu'on se laisse illuminer par sa lumière ! Qu'on se tourne vers sa direction droite. Il est notre incessante prière ! En effet, il est la parole, et comme tel il est décrit. Il est la vérité. Il parle la vérité. Il met en évidence ce qui est, il émane la lumière de sa sagesse. »
- « L’islam est comme le soleil. Il ne se laisse éteindre par rien. Il est comme le jour. En s’aveuglant, on n’obtient pour soi-même que la nuit. »
- « La Sharia, le chemin de la religion, est composée à 99 % d’éthique, de prière, d’au-delà et de vertu. La législation n’en constitue que 1 %. Et cela, c’est l’affaire de l’État. »